# Дом дьо Дрьо
Дом дьо Дрьо (на френски: Maison de Dreux) е френска графска фамилия от средата на ХХ век до 1514 г., управлявала Херцогство Бретан (1213 – 1514), клон на династията на Капетингите.

## История
Основател на фамилията е Робер I (ок. 1123 – 1188), син на френския крал Луи VI. Той получава през 1132 г. в апанаж графство Дрьо от брат си Луи VII. Робер I сключва три брака: 1-ви (1139) с Агнес дьо Гарланд (†1143), от която има един син, починал като бебе; 2-ри (1144) с Хедвига д’Еврьо, от която има една дъщеря Аделгейда (Алис, 1145 – ок 1210), която се омъжва четири пъти: ок. 1160 г. – за граф Варлам III дьо Бретьоий (†1162), ок. 1165 г. – за Ги II дьо Шатийон († 1171), за бургграф Жан дьо Торот-Шатлен дьо Нойон (†1178) и през 1184 г. – за граф Раул дьо Неел (†1237). През 1152 г. граф Робер I се жени за трети път за Агнес дьо Водемон (†1218), от която има десет деца, седем от които доживяват пълнолетие: Робер II (ок. 1154 – 1218); Анри (†1199), епископ на Орлеан от 1186; Филип (†1217), епископ на Бове от 1177), Алис (Аделгейда, 1156 – 1217), омъжена (1174) за Раул дьо Куси († 1199); Елизабет (ок. 1160 – 1239), омъжена (1178) за Юг III дьо Брьо-Шатовилен (†1199), Матилда (Беатрис) и Маргарита, монахини във Фоневро.
Първородният син на Робер I, Робер II се жени два пъти: 1180 г. за Матилда (†1192), дъщеря на бургундския граф Реймон, с която се развежда на следващата година, и през 1184 г. за Йоланта (†1222), дъщеря на Раул I дьо Куси, която му ражда дванадесет деца: Робер III (†1234), следващия граф на Дрьо; Елеонора (†1243), омъжена (1212) за Юг дьо Шатоньоф (†1229), а след като овдовява – за Робер дьо Сен-Клер (†1248); Изабела (†1242), омъжена (1225) за Жан II дьо Руси; Алис (Аделаида, 1189 – 1258), омъжена (1221) за Рено III дьо Шоазьол (†1239); Пиер I (1191 – 1250); Филипа (1192 – 1242), омъжена (1219) за Анри II дьо Бар-льо-Дюк (1239); Анри (†1240), архиепископ на Реймс (от 1227); Агнес (1195 – 1258), омъжена (1214) за бургундския граф Етиен III (†1240); Йоланта (†1240), омъжена за Раул II дьо Люзинян (†1250); Жан (†1239), женен (1227) за Алис (†1240), дъщеря и наследница на граф Жерар дьо Макон; Жана (†1271), абатиса във Фонтевро; Жофроа дьо Брен, починал млад. Потомците на граф Робер III продължават да управляват графството до 1590 г., когато умира последният техен представител.

## Херцози на Бретан
- 1213 – 1237 Пиер I Моклерк (1191 – 1250). През 1213 г. Пиер I Моклерк, втори син на Робер II дьо Дрьо, става господар на Бретан чрез брака си с Алис (1201 – 1221), дъщеря на Ги дьо Туар, наследница на Бретан, като по този начин Пиер I основава херцогската династия в Бретан. Той управлява страната от името на своя син Жан I Рижия (1217 – 1286), получил владетелските си права по майчина линия. Пиер I е във враждебни отношения с църквата, което довежда до отлъчването му през 1217 г. След смъртта на френския крал Луи VIII през 1226 г. той взема страната на разбунтувалите се васали срещу регентката Бланш Кастилска. участник в Седмия кръстоносен поход, той е пленен заедно с крал Луи IX в Египет през 1247 г. След като овдовява, той се жени през 1235 г. за Маргарита, дъщеря на Бриен дьо Монтагю. Дщеря му Йоланта (1218 – 1272), от първия му брак е омъжена (1235) за Юг XI дьо Люзинян, граф на Ла-Марш.[2]
- 1237 – 1286 Жан I Рижия (1217 – 1286) придружава Луи IX в Осмия кръстоносен поход (1270). Женен е (1235) за Бланш (1226 – 1283), дъщеря на наварския крал Тибо I, от която има осем деца, но само три доживяват пълнолетие.
  - Жан II (1239 – 1305), бъдещия херцог на Бретан;
  - Пиер (1241 – 1268), умира неженен;
  - Алис (1243 – 1288), омъжена (1254) за Жан I, граф дьо Шатиьон.[1]
- 1286 – 1305 Жан II (1239 – 1305) се сродява с английския крал Хенри III чрез брака си (1260) с дъщеря му Беатрис (1242 – 1283), от която има шест деца:
  - Артур II (1262 – 1312), бъдещия херцог на Бретан;
  - Жан (1266 – 1334), сеньор на Ангиен, неженен;
  - Мария (1268 – 1339), омъжена (1292) за Ги II ди Шатийон (†1317);
  - Пиер (†1312), виконт на Леон;
  - Бланш (†1327), омъжена (1281) за граф Филип д’Артоа (†1298);
  - Елеонора (1275 – 1342), абатиса във Фоневро.[1]
- 1305 – 1312 Артур II (1262 – 1312) се жени два пъти: 1-ви брак (1275) за Мария (1260 – 1292), дъщеря на Ги IV дьо Лимож, от която има две живи деца и 2-ри брак (1292) за Йоланда дьо Монфор (†1322), дъщеря на граф Робер IV дьо Дрьо и вдовица на шотландския крал Александър III от която има пет живи деца. Чрез двата си брака Артур II получава последователно виконтство Лимож и графство Монфор.
  - Жан III Добрия (1286 – 1341), бъдещия херцог на Бретан;
  - Ги дьо Пентиевр (1287 – 1331), женен (1318) за Жана (†1327), дъщеря на Анри IV дьо Авогур;
  - Жан IV дьо Монфор (1293 – 1345), бъдещ херцог на Бретан;
  - Жана (1294 – 1363), омъжена (1323) за фландърския граф Робер дьо Марл;
  - Беатрис (1295 – 1384), омъжена (1315) за Ги X дьо Лавал;
  - Алис (1297 – 1377), омъжена (1320) за Бушар VI, граф на Вандом;
  - Мария (1302 – 1371), монахиня в Пуаси.[1]
- 1312 – 1341 Жан III Добрия (1286 – 1341)умира без наследници въпреки трите си брака: 1-ви (1297) с Изабела (1292 – 1309), дъщеря на граф Шарл Валоа; 2-ри (1310) с Исабел (1283 – 1328), дъщеря на кастилския крал Санчо IV; 3-ти (1329) с Джована (†1344), дъщеря на граф Едуардо ди Савоя. Той определя за наследница на Бретан племенницата си Жана дьо Пентиевр, дъщеря на брат му Ги дьо Пентиевр и съпруга от 1337 г. на граф Шарл дьо Блоа (†1364).[1]
- 1341 – 1365 Жана дьо Пентиевр (1319 – 1384)
- 1341 – 1345 Жан IV дьо Монфор (1293 – 1345). Правата на Жана дьо Пентиевр са оспорени от чичо ѝ Жан IV дьо Монфор, трети син на херцог Артур II. Между него и Шарл дьо Блоа започва Войната за бретанското наследство (1341 – 1365). Френският крал Филип VI подкрепя законната наследница. След като граф Шарл дьо Блоа загива в сражение през 1364 г., съпругата му Жана дьо Пентиевр е принудена да се откаже от правата си върху херцогство Бретан, запазвайки единствено графство Пентиевр. По време ва Войната за бретанското наследство умира и претендента Жан IV дьо Монфор. Неговата вдовица Жана (1295 – 1374), дъщеря на фландърския граф Луи I, приключва успешно войната и осигурява херцогската корона на Бретан на сина си Жан V Храбрия. Жан IV дьо Монфор има и дъщеря Жана (†1399), омъжена (1385) за граф Раул Басе дьо Драйтон (†1398).[2][1]
- 1345 – 1399 Жан V Храбрия (1339 – 1399) става съюзник на Англия, поради което през 1378 г. е лишен от владенията си от френския крал Шарл V, но бретанците успяват да издействат връщането му на престола. През 1361 г. Жан V Храбрия става зет на английския крал Едуард III след като се жени за дъщеря му Мария (1344 – 1362). След смъртта на първата си съпруга той се жени още два пъти: за Джейн Холанд (1350 – 1384), херцогиня на Кент и през 1386 г.за Жана (1370 – 1437), дъщеря на наварския крал Шарл II Злия, която му ражда девет деца, три от които умират в детска възраст:
  - Жан VI Мъдри (1389 – 1442), бъдещия херцог на Бретан;
  - Мария (1391 – 1446), омъжена (1396) за граф Жан IV д’Алансон (1385 – 1415);
  - Маргарита (1392 – 1428), омъжена (1407) за виконт Ален IX дьо Роан (†1461);
  - Артур III Застъпник (1393 – 1458), бъдещ херцог на Бретан;
  - Ришар д’Етамп (1395 – 1419), граф, женен (1423) за Маргарита (1406 – 1466), дъщеря на херцог Луи I Орлеански, от която има три деца:
    - Катерина (†1476), омъжена (1438) за Гийом VIII дьо Шалон, принц Орански;
    - Франсоа II (1433 – 1488), бъдещ херцог на Бретан;
    - Магдалена (†1462), монахиня.

  - Бланш (1396 – 1419), омъжена (1407) за граф Жан IV д’Арманяк (1396 – 1450).[1]
- 1399 – 1442 Жан VI Мъдри (1389 – 1442). По време на Стогодишната война Жан VI лавира между французи и англичани, между противниковите лагери на арманяци и бургундци, като накрая се помирява с крал Шарл VII, за чиято сестра Жана (1391 – 1433) е женен от 1395 г. от този брак се раждат и достигат пълнолетие пет деца:
  - Изабела (1413 – 1442), омъжена (1430) за граф Ги XIV дьо Лавал
  - Франсоа I Любимия (1414 – 1450), бъдещия херцог на Бретан;
  - Пиер II Простия (1418 – 1457), бъдещ херцог на Бретан;
  - Жил дьо Бретан-Шантосе (†1450), женен за Франсоаз (1436 – 1499), дъщеря на Жак дьо Динан-Шатобриан, от която няма деца;
  - Мария (1424 – 1477), абатиса във Фонтевро от 1457 г.[1]
- 1442 – 1450 Франсоа I Любимия (1414 – 1450) има два брака: 1-ви (1431) с Йоланта (1412 – 1440), дъщеря на сицилийския крал Лодовико II д’Анжу; 2-ри (1441) с Изабела (1426 – 1494), дъщеря на шотландския крал Джеймс I Стюарт, от която има две дъщери:
  - Маргьорит (1443 – 1469), херцогиня на Бретан, омъжена (1455) за своя братовчед Франсоа II;
  - Мария (†ок. 1506 – 1511), омъжена за Жан II дьо Роан.[1]
- 1450 – 1457 Пиер II Простия (1418 – 1457) не оставя наследници от брака си през 1442 г. с Франсоаз (1427 – 1485), дъщеря на Луи д’Амбоаз-Туар, затова престолът е наследен от неговия чичо Артур III Застъпник.
- 1457 – 1458 Артур III Застъпник (1393 – 1458), син на Жан V Храбрия и брат на Жан VI Мъдри през 1457 г. става херцог на Бретан. Той е прочут с пълководческите си качества и е конетабъл на Франция. има три брака: 1-ви (1423) с Маргарита (1390 – 1441), дъщеря на бургундския херцог Жан I Безстрашни; 2-ри (1442) с Жана (†1444), дъщеря на Шарл II д’Албре; 3-ти (1445) с Катерина дьо Сен Пол (†1489), принцеса на Люксембург. И от трите си съпруги Артур III Застъпник няма наследници.
- 1458 – 1488 Франсоа II (1433 – 1488), син на граф Ришар д’Етамп и внук на Жан V Храбрия. През 1455 г. се жени за племенницата си Маргьорит (1443 – 1469), дъщеря на брат му Франсоа I, а след нейната смърт през 1471 г. се жени за Маргьорит (†1486), дъщеря на Гастон IV дьо Фоа. Той е сред ръководителите на недоволната от политиката на крал Луи XI френска аристокрация. Победен от своя съперник Франсоа II е принуден да подпише мирен договор, с който се задължава да не омъжва единствената си дъщеря Анна (1477 – 1514) без съгласието на френския крал. Така пропада бракът на бретанската наследница с бъдещия германски император Максимилиан I. Анна е принудена да се омъжи (1491) за френския крал Шарл VIII, а след като овдовява, става съпруга (1499) на новия владетел на Франция Луи XII. След смъртта ѝ (1514) Бретан е присъединен окончателно към Франция.[2][1]
- 1488 – 1514 Анна (1477 – 1514)